# Shenzhouprogrammet
Shenzhouprogrammet (神舟飞船) är ett bemannat rymdprogram att etablera Kina som fullvärdig nation att bedriva bemannad rymdfart. Programmet tog sin start den 1 april 1992 med beslut om att etablera projektet. Flygningarna genomförs med Shenzhou-rymdskepp som har stora likheter med ryska Sojuz. Den första färden genomfördes med en obemannad Shenzhou den 19 november 1999. Den första bemannade färden genomfördes med Shenzhou 5 15 oktober 2003. Mycket av rymdteknologin är köpt av Ryssland och tillverkas på licens i Folkrepubliken Kina.

## Uppskjutningslista
| Farkost     | Uppskjutning      | Landning          | Flygtid     | Rymdpromenad          | Dockning   | Besättning                               | Notering                          |
| ----------- | ----------------- | ----------------- | ----------- | --------------------- | ---------- | ---------------------------------------- | --------------------------------- |
| Shenzhou 1  | 19 november 1999  | 20 november 1999  | 21:11:00    |                       |            | Obemannad                                |                                   |
| Shenzhou 2  | 9 januari 2001    | 16 januari 2001   | 162:29:00   |                       |            | Obemannad                                |                                   |
| Shenzhou 3  | 25 mars 2002      | 1 april 2002      | 162:43:00   |                       |            | Obemannad                                |                                   |
| Shenzhou 4  | 29 december 2002  | 5 januari 2003    | 162:29:00   |                       |            | 1 apa 1 hund 1 kanin                     |                                   |
| Shenzhou 5  | 15 oktober 2003   | 16 oktober 2003   | 21:23:00    |                       |            | Yang Liwei                               | Kinas första bemannade rymdfärd   |
| Shenzhou 6  | 12 oktober 2005   | 17 oktober 2005   | 115:32:50   |                       |            | Fei Junlong Nie Haisheng                 |                                   |
| Shenzhou 7  | 26 september 2008 | 28 september 2008 | 68:27:35    | 1 st (22 min)         |            | Zhai Zhigang Liu Boming Jing Haipeng     | Kinas första rymdpromenad         |
| Shenzhou 8  | 31 oktober 2011   | 17 november 2011  | ~16,5 dagar |                       | Tiangong 1 | Obemannad                                |                                   |
| Shenzhou 9  | 16 juni 2012      | 29 juni 2012      | ~13 dagar   |                       | Tiangong 1 | Jing Haipeng Liu Wang Liu Yang           | Första kinesiska kvinnan i rymden |
| Shenzhou 10 | 11 juni 2013      | 26 juni 2013      | 350:29:00   |                       | Tiangong 1 | Nie Haisheng Zhang Xiaoguang Wang Yaping | Andra kinesiska kvinnan i rymden  |
| Shenzhou 11 | 16 oktober 2016   | 18 november 2016  | 33 dagar    |                       | Tiangong 2 | Jing Haipeng Chen Dong                   |                                   |
| Shenzhou 12 | 17 juni 2021      | 17 september 2021 | 92 dagar    | 2 st (12 tim, 41 min) | Tiangong   | Nie Haisheng Liu Boming Tang Hongbo      |                                   |
| Shenzhou 13 | 15 oktober 2021   | 16 april 2022     | 182 dagar   | 2 st (12 tim, 36 min) | Tiangong   | Zhai Zhigang Wang Yaping Ye Guangfu      |                                   |
| Shenzhou 14 | 5 juni 2022       | 4 december 2022   | 182 dagar   | 3 st (15 tim, 53 min) | Tiangong   | Chen Dong Liu Yang Cai Xuzhe             |                                   |
| Shenzhou 15 | 29 november 2022  | 3 juni 2023       | 186 dagar   | 4 st                  | Tiangong   | Fei Junlong Deng Qingming Zhang Lu       |                                   |
| Shenzhou 16 | 30 maj 2023       | 31 oktober 2023   | 153 dagar   | 1 st (7 tim, 55 min)  | Tiangong   | Jing Haipeng Zhu Yangzhu Gui Haichao     |                                   |
| Shenzhou 17 | 26 oktober 2023   | 30 april 2024     | 187 dagar   | 2 st (15 tim, 17 min) | Tiangong   | Tang Hongbo Tang Shengjie Jiang Xinlin   |                                   |
| Shenzhou 18 | 25 april 2024     | 3 november 2024   | 192 dagar   | 2 st (14 tim, 55 min) | Tiangong   | Ye Guangfu Li Cong Li Guangsu            |                                   |
| Shenzhou 19 | 29 oktober 2024   | 30 april 2025     | 182         | 3 st (14 tim, 28 min) | Tiangong   | Cai Xuzhe Song Lingdong Wang Haoze       |                                   |
| Shenzhou 20 | 24 april 2025     |                   |             |                       | Tiangong   | Chen Dong Chen Zhongrui Wang Jie         |                                   |